# Le Général du diable
Pour plus de détails, voir Fiche technique et Distribution.
Le Général du diable (Des Teufels General) est un film allemand de Helmut Käutner, sorti en 1955.

## Synopsis
En décembre 1941, alors que l'offensive en Russie marque le pas devant Moscou, le General der Flieger Harry Harras, héros de la guerre 1914-1918, est intendant dans l'armée de l'air allemande. Homme charmeur et bon vivant, au service de l'Allemagne, inspiré du pilote de chasse Ernst Udet, il ne cache pas son mépris pour les SS et les membres du parti nazi. Lors d'une fête en l'honneur de l'Oberst Eilers qui reçoit une décoration, Harras fait la connaissance de la jeune Dorothea. Ils se sentent immédiatement attirés l'un par l'autre. Il converse en privé avec l'industriel Mohrungen, tous deux s'inquiètent des accidents inexplicables du dernier modèle de bombardier. Plus tard dans la soirée, le SS-Gruppenführer Schmidt-Lausitz tente en vain d'obtenir le ralliement de Harras.
Dans la nuit, l'Oberst Karl Oderbruch, l'ingénieur en chef de Harras, avertit ce dernier qu'il va être arrêté et lui conseille de fuir. Celui-ci rejette ses avertissements et rentre à son appartement, où il est effectivement arrêté par la Gestapo. Il est emprisonné sans raison officielle, et est soumis à une torture psychologique. Les SS font de son cas un exemple, pour dissuader toute opposition dans les rangs de l'armée. Au terme de quatorze jours de détention, Harras ressort changé, prenant conscience qu'il a conclu un pacte fatal avec le diable en acceptant des postes importants au nom d'un patriotisme qui a perdu tout son sens. Ce pacte est pour lui rompu, d'autant que Hitler a entre-temps déclaré la guerre aux États-Unis, et que par conséquent il n'y a plus d'espoir pour l'Allemagne.
Apprenant la mort d'Eilers aux commandes d'un des bombardiers du nouveau modèle, Harras est décidé à tout tenter pour trouver la cause des accidents. Il se rend à l'aérodrome pour effectuer personnellement un essai de l'appareil, et découvre qu'Oderbruch a volontairement caché un défaut de conception. Car l'ingénieur, heurté par la folie hitlérienne, est résolu à nuire au développement d'armes qui ne peuvent que prolonger la guerre au bénéfice du régime. Il éprouve cependant de la culpabilité d'avoir provoqué la mort d'Eilers (il avait déclaré l'avion inapte au vol mais l'état-major a passé outre ses recommandations) et semble se résoudre à son arrestation. Pressé par Schmidt-Lausitz de se suicider, ce qui reviendrait à admettre sa culpabilité, ou de livrer le saboteur, Harras cache la vérité et, se sachant perdu, agit ultimement contre les nazis en s'emparant d'un des bombardiers, qu'il précipite contre le poste de commandement de l'aérodrome. Averti des événements, Himmler adopte la version de l'accident et ordonne la tenue de funérailles nationales.

## Fiche technique
- Titre original : Des Teufels General
- Titre français : Le Général du Diable
- Réalisation : Helmut Käutner
- Scénario : George Hurdalek et Helmut Käutner, d'après la pièce éponyme (de) de Carl Zuckmayer
- Décors : Herbert Kirchhoff et Albrecht Becker
- Costumes : Erna Sander
- Photographie : Albert Benitz
- Son : Werner Schlagge
- Montage : Klaus Dudenhöfer
- Production : Walter Koppel et Gyula Trebitsch
- Société(s) de production :  Real Film
- Société(s) de distribution :  Europa-Filmverleih
- Pays de production :  Allemagne de l'Ouest
- Langue : Allemand
- Genre : Guerre / Drame
- Format : Noir et blanc - 35 mm - 1,33:1 - stéréo (Klangfilm-Stereocord)
- Durée : 117 minutes
- Dates de sortie :
  - Allemagne de l'Ouest : 23 février 1955
  - Belgique : 21 octobre 1955
  - France : 1er février 1956
- Affiche : Yves Thos

## Distribution
- Curd Jürgens (VF : lui-même) : General Harry Harras
- Viktor de Kowa (VF : Claude Péran) : SS-Gruppenführer Schmidt-Lausitz
- Karl John (VF : Raymond Loyer) : Oberst Karl Oderbruch, l'ingénieur en chef
- Marianne Koch (VF : Martine Sarcey) : Dorothea Geiss dite « Diddo »
- Eva Ingeborg Scholz (VF : Nicole Riche) : Waltraut Mohrungen dite « Pützchen » (VF : Monique)
- Camilla Spira (VF : Lita Recio) : Olivia Geiss, la cantatrice
- Erica Balqué (VF : Jacqueline Ferrière) : Anne Eilers
- Albert Lieven (VF : Michel André) : Oberst Friedrich Eilers
- Paul Westermeier (VF : Pierre Morin) : Otto Korrianke, le chauffeur de Harras
- Karl Ludwig Diehl (en) (VF : Serge Nadaud) : Mohrungen, le directeur-général
- Harry Meyen (VF : Michel François) : Leutnant Hartmann
- Bum Krüger (VF : Maurice Porterat) : Hauptmann Lüttjohann
- Beppo Brem (VF : André Valmy) : Hauptmann Pfundtmayer
- Werner Fuetterer (VF : Howard Vernon) : Baron von Pflunck
- Robert Meyn (VF : Jacques Varennes) : Generalleutnant von Stetten
- Joseph Offenbach (VF : Lucien Bryonne) : SS-Hauptsturmführer Zernick
- Thea Thiele : Jenny Rosenfeld
- Wolfried Lier (VF : Pierre Leproux) : Detlev, le serveur
- Ingrid van Bergen : Lyra Schöppke
- Reinhold Nietschmann (VF : René Fleur) : Otto, le gérant du restaurant
- Inge Meysel : Mme Korrianke
- Wolfgang Neuss (VF : Albert Dinan) : le photographe de la police
- Gustl Busch : la femme de ménage de Harras
- Rudolf Fenner : un agent du SD
- Emmy Percy-Wüstenhagen (de) : Thérèse, la gouvernante
- Horst Beck (de) : un agent du SD
- Werner Schumacher (de) : un garde de la SS
- Jochen Meyn : François, le serveur
- Joachim Hess : un garde de la SS

## Distinctions
- 1955 : prix fédéral du film : meilleur second rôle féminin pour Marianne Koch

## Autour du film
Le personnage interprété par Curd Jürgens, le général Harras, est basé sur la vie d'Ernst Udet, héros de l'aviation allemande qui se suicida en 1941, celui-ci était ami avec l'auteur Carl Zuckmayer.
Le film a été tourné du 23 novembre 1954 au 25 janvier 1955 à Berlin et à Hambourg, dans les studios de Real Film.
Pour sa sortie en France, en février 1956, Curd Jürgens, francophone, doubla lui-même la version française de son personnage, et sa voix est reconnaissable à son accent dans le film.
Les bombardiers appelés B5 dans le film sont en réalité trois Junkers Ju 86, dans la version sous licence suédoise K-13/B 3C dont un exemplaire est encore visible au musée de l'armée de l'air suédoise, prêtés par l'armée de l'air suédoise et repeint aux couleurs allemandes.
Cet avion avait été un échec alors qu'Udet était chef du bureau technique du ministère de l'aviation du Reich donc en accord avec le sujet du film.